# Sasha Costanza-Chock
Sasha Constanza-Chock és una investigadora, dissenyadora, creadora de continguts de mitjans de comunicació i docent, que es declara no binària. El seu treball es basa en donar suport a processos comunitaris i redistribuir el poder mitjançant moviments socials i avançar cap a l’alliberament col·lectiu i una ecologia sostenible a través de les xarxes.
Llicenciada a Harvard i doctorada per la Universitat de Califòrnia Meridional.
Actualment és directora d’Inverstigació i Disseny a la lliga de Justícia Algorítmica, en l’Institut de Tecnologia de Massachussetss amb un nomenament conjunt en Arts i Ciències dels Medis en el MIT Media Lab i el Departament d’Estudis urbans + Planificació i associada del Centre d’Internet i Societat Berkman-Klein a la Universitat Harvard i membre del Comitè de la Xarxa de Justícia en Disseny, en el Design Justice Network.
Al mateix temps també és autora de tres llibres i diversos assajos, capítols de llibres i altres publicacions com articles de revista i publicacions d’investigació.
Segons Constanza-Chock, “el disseny és la clau per la nostra alliberació col·lectiva, però la majoria dels processos de disseny d’avui en dia, reprodueixen desigualtats estructurades pel que les acadèmiques feministes negres anomenen la matriu de dominació. Les desigualtats entrecreuades es manifesten en tots els nivells del procés del disseny. La justícia del disseny se centra en les formes que el disseny es reprodueix i/o desafia la matriu de dominació (supremacia blanca, heteropatriarcat, capitalisme i colonialisme de colons). La justícia del disseny és també una creixent comunitat de pràctica que te com a objectiu garantir una distribució més equitativa dels beneficis i càrregues del disseny; participació justa i significativa a les decisions de disseny; i el reconeixement de les tradicions, coneixements i pràctiques de disseny basats en la comunitat”.

## Publicacions

### Out of the Shadows, into the Streets! Transmedia Organizing and the Immigrant Rights Movement(2014)
Temàtica: L’organització de la transmèdia i el moviment pels drets dels immigrants.
El llibre tracta sobre una exploració de les pràctiques dels mitjans de comunicació en una ecologia de medis cada cop més complexa, a través de casos detallats de l’activisme pels drets dels immigrants.
Durant molt de temps, els moviments socials han competit per l’atenció dels mitjans de comunicació. “La revolució serà tuitejada, però els tweets per sis sols no fan la revolució.” El llibre argumenta que hi ha un nou paradigma de creació de mitjans de comunicació de moviments socials, presenta estudis de casos d’organització de la transmèdia en el moviment pels drets dels immigrants durant l’última dècada.

### Design Justice: Community-Led Practices to Build the Worlds We Need(2020)
Temàtica: Pràctiques liderades per la comunitat per construir els mons que necessitem.
Una exploració de com el disseny podria ser dirigit per comunitats marginades, desmantellar la desigualtat estructural i avançar en l’alliberació col·lectiva i la supervivència ecològica.
El llibre argumenta, l'exploració de la teoria i la pràctica de la justícia del disseny, d’on ha sortit aquest moviment, d’una creixent comunitat de dissenyadors de diversos camps que treballen col·laborativament amb moviments socials i organitzacions comunitàries de tot el món, i com aquest esborra certs grups de persones.
Pel camí, el llibre documenta una multitud de pràctiques de disseny liderades per la comunitat en el món real, cada una basada en un moviment social en particular.